# U-160 (1941)
U-160 – niemiecki okręt podwodny (U-Boot) typu IX C z okresu II wojny światowej. Okręt wszedł do służby w 1941. Zatopił 26 statków o łącznym tonażu 156.028 BRT i uszkodził 5 o tonażu 34.419 BRT.

## Historia
Po wejściu do służby wcielony pod dowództwem Kptlt. Georga Lassena do 4. Flotylli U-Bootów w Szczecinie jako jednostka szkolna. Po osiągnięciu gotowości bojowej 1 marca 1942 okręt  przydzielony został do 10. Flotylli U-Bootów stacjonującej w Lorient. Na swój pierwszy patrol bojowy na wody amerykańskie  pod dowództwem Kptlt. Georga Lassena U-160  wyruszył z bazy w Helgolandzie 1 marca 1942 roku. Podczas tego patrolu zatopił 5 statków o łącznym tonażu 36.732 BRT i uszkodził zbiornikowiec 6.837 BRT. W dniu 28 kwietnia 1942 U-160 zawinął do Lorient po 59 dniach przebywania na morzu.   
Pod dowództwem Lassena U-160 wyruszał z Lorient jeszcze trzykrotnie:
- 20 sierpnia 1942 – na wody amerykańskie. Podczas patrolu zatopił 6 statków o łącznym tonażu 29.281 BRT i uszkodził jeden 6.161 BRT. Powrócił do Lorient 24 sierpnia 1942 roku po 66 dniach przebywania na morzu.
- 23 września 1942 – również na wody amerykańskie. Podczas tego patrolu zatopił 8 statków o łącznym tonażu 44.865 BRT i uszkodził jeden 6.197 BRT. Powrócił do Lorient 9 grudnia 1942 po 78 dniach przebywania na morzu.
- 6 stycznia 1943 – patrol na wody południowej Afryki. Podczas tego patrolu zatopił 7 statków o łącznym tonażu: 45.205 BRT i uszkodził 2 o tonażu 15.224 BRT. Powrócił do Bordeaux 10 maja 1943 roku po 125 dniach przebywania na morzu.

W dniu 14 lipca 1943 Kptlt. Georg Lassen przekazał obowiązki dowódcy U-160 25-letniemu Oblt. Gerdowi  von Pommer-Esche i przeszedł do pracy w Zarządzie Szkoleniowym.
W kolejny rejs, tym razem jako pomocniczy tankowiec, U-160 wyruszył z Bordeaux 28 czerwca 1943. Miał wesprzeć podwodny zbiornikowiec U-478 w jego misji zaopatrzenia w paliwo 7 okrętów grupy Monsun powracających do baz z wód północnoamerykańskich. W dniu 14 lipca U-160 został wykryty na powierzchni i zaatakowany przez zespół samolotów Avenger z lotniskowca eskortowego USS „Sante”. Wbrew obowiązującym instrukcjom von Pommer-Esche zanurzył okręt, wystawiając się w ten sposób na cel dla samonaprowadzających się torped Fido. Torpeda rzucona przez drugiego z Avengerów (pilot H. Brinkley Bass) najprawdopodobniej odnalazła cel i zatopiła U-160 wraz z całą załogą (57 osób). Pozycja, na której po raz ostatni widziano U-160 to 33°54′00″N 27°13′00″W/33,900000 -27,216667